# Ptychadena uzungwensis
Espèce
Synonymes
- Rana mascareniensis uzungwensis Loveridge, 1932
- Ptychadena macrocephala Laurent, 1952

Statut de conservation UICN

 LC  : Préoccupation mineure
Ptychadena uzungwensis est une espèce d'amphibiens de la famille des Ptychadenidae.

## Répartition
Cette espèce se rencontre entre 800 et 2 300 m d'altitude en Angola, au Burundi, au Malawi, au Mozambique, en République démocratique du Congo, au Rwanda, en Tanzanie, en Zambie et au Zimbabwe.

## Description
L'holotype de Ptychadena uzungwensis, une femelle adulte, mesure 44 mm.

## Étymologie
Son nom d'espèce, composé de uzungw[a] et du suffixe latin -ensis, « qui vit dans, qui habite », lui a été donné en référence au lieu de sa découverte, les monts Udzungwa en Tanzanie.

## Publication originale
- Loveridge, 1932 : New Reptiles and Amphibians from Tanganyika Territory and Kenya Colony. Bulletin of the Museum of Comparative Zoology, vol. 72, p. 374-387 (texte intégral).